# Ерёмин, Дмитрий Владимирович
Дмитрий Владимирович Ерёмин (род. 19 апреля 1969 года, Челябинск) — российский бизнесмен, политик, общественный деятель . Депутат Государственной Думы Федерального Собрания Российской Федерации четвёртого созыва по Калининскому одномандатному избирательному округу. Председатель Челябинского регионального отделения Общероссийской общественной организации «Ассоциация юристов России». Кандидат юридических наук. Председатель Совета директоров Группы компаний "Российское молоко" .

## Биография
Дмитрий Ерёмин родился 19 апреля 1969 года в Челябинске. В юношеские годы серьёзно занимался спортом. К семнадцати годам уже имел два титула чемпиона России по баскетболу.  Играл в челябинском баскетбольном клубе «Динамо". 
В 1987-1989 гг. проходил действительную службу в армии.
Окончил Челябинскую академию физической культуры, затем - Челябинский государственный университет. Кандидат юридических наук (защитил кандидатскую диссертацию в 2005 г.)

## Карьера
Первая запись в трудовой книжке Ерёмина - директор спортивного клуба "Монолит".
Уйдя из спорта, занялся ресторанным и гостиничным бизнесом.
В 2000 году стал генеральным директором Челябинского городского молочного комбината, который тогда находился в состоянии банкротства. Наладив работу комбината, занялся расширением производства и создал холдинг "Группа компаний "Российское молоко" (ГК "РосМол"), в который вошли предприятия из Челябинской, Свердловской областей и Башкортостана. В настоящее время возглавляет Совет директоров ГК "РосМол".

## Политическая и общественная деятельность
В декабре 2005 году избран депутатом Государственной Думы по Калининскому избирательному округу. Являлся заместителем председателя Комитета Государственной Думы Совета Федерации РФ по гражданскому, уголовному, арбитражному и процессуальному законодательству.
Участвовал в выборах в ГД пятого созыва в 2005 году.
В 2007 году возглавил Челябинское региональное отделение Общероссийской общественной организации "Ассоциация юристов России".
В 2014 году был награждён благодарностью Президента РФ Владимира Путина . Также имеет награды Государственной Думы РФ, Ассоциации юристов России. В 2017 году был удостоен награды "Юрист года" в номинации "Правовое просвещение и воспитание" 
Краткая биография Д. В. Ерёмина..
Женат, воспитывает детей.